# Montelapiano
Montelapiano est une commune de la province de Chieti dans les Abruzzes en Italie.

## Administration
| Période                                  | Période  | Identité       | Étiquette | Qualité |
| ---------------------------------------- | -------- | -------------- | --------- | ------- |
| 28 mai 2002                              | En cours | Arturo Scopino |           |         |
| Les données manquantes sont à compléter. |          |                |           |         |

### Communes limitrophes
Civitaluparella, Fallo, Montebello sul Sangro, Villa Santa Maria